# M/S Simson
Simson är ett passagerarfartyg som byggdes 1914 av Bergsunds mekaniska verkstad i Stockholm som Avance I för Augustendals Trafik AB. Fartyget hade AB J.V. Svenssons Motorfabriks första tändkulemotor av typ Avance och sattes i trafik mellan Augustendal i Nacka kommun och Slussen i Stockholm. 
Hon såldes 1936 till Simsonrederiet i Stockholm, byggdes om på Öregrunds varv och omdöptes till Bo Simson efter en av redaren Simon M. Carlssons söner. Under vintrarna gick hon på traden Dalarö - Ornö - Utö. Under andra världskriget såldes hon till marinen, kamouflagemålades och döptes om till Simson. Fartyget användes som personaltransportfartyg i Stockholms skärgård. Under 1970- och 1980-talen skedde ett antal ägarbyten innan fartyget 1986 köptes av Handelsbolaget Rais Fiske & Skärgårdsturer i Västervik för att bli restaurangbåt i Västerviks hamn.
2022 såldes 
restaurangfartyget till två privatpersoner.